# Propaganda japonesa durante la Segunda Guerra Mundial

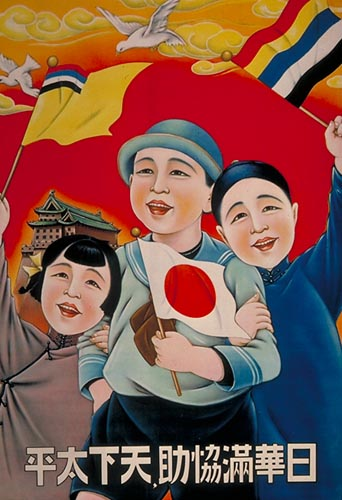
Cartel de Manchukuo que promueve la armonía entre japoneses, chinos y manchúes. La leyenda dice: "Con la ayuda de Japón, China y Manchukuo, el mundo puede estar en paz". Las banderas que se muestran son, de izquierda a derecha: la bandera de Manchukuo; la bandera de Japón, la bandera de las "Cinco razas bajo una unión", la bandera de China en ese momento.

La propaganda en el Japón imperial, en el período justo antes y durante la Segunda Guerra Mundial, fue diseñada para ayudar al gobierno de Japón durante ese tiempo. Muchos de sus elementos fueron continuos con elementos de preguerra del estatismo Shōwa, incluidos los principios de kokutai, hakkō ichiu y bushido. Se desarrollaron nuevas formas de propaganda para persuadir a los países ocupados de los beneficios de la Esfera de Coprosperidad de la Gran Asia Oriental, socavar la moral de las tropas estadounidenses, contrarrestar las reclamaciones de las atrocidades japonesas y presentar al pueblo japonés como victorioso en la guerra. Comenzó con la segunda guerra sino-japonesa, que se fusionó con la Segunda Guerra Mundial. Utilizó una gran variedad de medios para enviar sus mensajes.

## Naturaleza de la propaganda japonesa

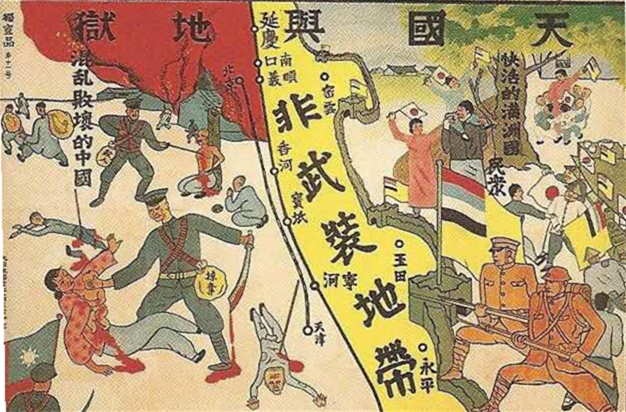
Propaganda japonesa de "El cielo y el infierno", demonizando a China bajo el gobierno nacionalista.

La propaganda es información sesgada destinada a promover una causa u opinión política en particular. En ese sentido, la propaganda japonesa no era diferente de la propaganda de otras naciones, pero tenía algunos elementos definitorios, como el nacionalismo. La propaganda japonesa en tiempos de guerra fue, al igual que la propaganda de la Alemania nazi, una reacción contra la percepción de la dominación cultural extranjera. En el caso de Japón, la propaganda atacó la cultura occidental, y particularmente la anglosajona. Los artífices de esta propaganda se vieron a sí mismos ofreciendo una forma de vida diferente, claramente japonesa, del imperialismo occidental. La propaganda retrató a Occidente, y especialmente al mundo anglosajón, como decadente y débil. La propaganda nacionalista japonesa hizo difícil que las diversas naciones de Asia sintieran que pertenecían al nuevo orden mundial que Japón estaba ofreciendo. (La propaganda japonesa también promovió el panasiatismo, pero esto nunca se implementó tan a fondo como los elementos nacionalistas). Debido a esto, la propaganda japonesa era menos atractiva para los no japoneses que la estadounidense, con su mensaje de democracia universal abierto (en teoría) a todos.
La propaganda japonesa en tiempos de guerra se distribuyó a través de películas, revistas y periódicos, radio, libros, caricaturas y el sistema educativo.

## Películas
La Ley de Cine de 1939 decretó un "desarrollo saludable de la industria" que abolió las películas que trataban problemas sociales y aquellas sexualmente frívolas. Las películas debían elevar la conciencia nacional, presentar adecuadamente la situación nacional e internacional y, además, ayudar al "bienestar público".
El uso de la propaganda en la Segunda Guerra Mundial fue extenso y de gran alcance, pero posiblemente la forma más efectiva de propaganda utilizada por el gobierno japonés fue el cine. Las películas japonesas se produjeron para una gama mucho más amplia de audiencias que las películas estadounidenses del mismo período. A partir de la década de 1920, los estudios cinematográficos japoneses produjeron películas que legitimaban el proyecto colonial que se desarrollaba en sus colonias de Taiwán, Corea y la China continental. Para 1945, la producción de películas propagandísticas bajo los japoneses se había expandido en la mayoría de sus posesiones coloniales, incluyendo Manchuria, Shanghái, Corea, Taiwán, Singapur, Malasia, Filipinas e Indonesia.
En China, el uso de películas propagandísticas japonesas fue extenso. Después de la invasión de China, las salas de cine estuvieron entre los primeros establecimientos en reabrirse. La mayoría de los materiales mostrados fueron noticias de guerra, películas japonesas o cortos de propaganda combinados con películas tradicionales chinas. Las películas también se usaron en otros países asiáticos conquistados, generalmente con Japón como salvador de Asia contra los tiranos occidentales o hablaban de la historia de las relaciones amistosas entre países con películas como, "El Japón que desconoces".
La rica historia de China y sus lugares exóticos se convirtieron en tema favorito de los cineastas japoneses durante más de una década antes del estallido de la segunda guerra sino-japonesa (1937-1945). De particular interés fueron un trío popular de "películas de buena voluntad continentales" (大陸親善映画) ambientadas en todo el continente chino y protagonizadas por Hasegawa Kazuo como el protagonista japonés masculino romántico con Ri Kōran (Yoshiko Yamaguchi) como su interés amoroso chino. Entre estas películas, Canción de la orquídea blanca (1939, 白蘭の歌), Noches de China (1940, 支那の夜), y Promesa en el desierto (1940, 熱砂の誓い) mezclaron el melodrama romántico con propaganda para representar una figurativa y mezcla literal de las dos culturas en pantalla.
Las "películas de política nacional" o las imágenes de propaganda utilizadas en la Segunda Guerra Mundial incluían películas de combate como Barro y soldados (1939, 土と兵隊) y Cinco exploradores (1938, 五人の斥候兵), películas de espías como El espía no está muerto (1942, 間諜未だ死せず) y Van detrás de ti (1942, あなたは狙われている) y espléndidas imágenes de época como El rey mono (1940, 孫悟空) y Genghis Khan (1943,  成吉斯汗). En las primeras etapas de la guerra con China, las llamadas "películas de guerra humanística", como Los cinco exploradores, intentaron representar la guerra sin el nacionalismo. Pero con Pearl Harbor, el Ministerio del Interior exigió más patriotismo y "temas políticos nacionales", o temas de guerra. Los directores japoneses de películas de guerra que se instalaron en China tuvieron que abstenerse de representar directamente a los chinos por razones ideológicas. El riesgo de alienar a las mismas culturas que los japoneses ostensiblemente "liberaban" del yugo de la opresión colonial occidental también fue un poderoso elemento disuasivo además de la presión del gobierno. Aun así, a medida que la guerra en China empeoraba para Japón, películas de acción como El tigre de Malasia (1943, マライの虎) y dramas de espionaje como El hombre de Chungking (1943, 重慶から来た男) criminalizaban a los chinos. En contraste con sus representaciones de China como anticuadas e inflexibles, las naciones occidentales fueron retratadas a menudo como demasiado indulgentes y decadentes. Estos estereotipos negativos tuvieron que ajustarse cuando se pidió a los cineastas japoneses que colaboraran con los equipos de filmación nazis en una serie de coproducciones del Eje que siguieron a la conclusión del Pacto Tripartito.
Al igual que los propagandistas estadounidenses, los cineastas japoneses utilizaron ampliamente los prejuicios y la xenofobia en las películas producidas después de que la guerra fuera declarada formalmente en las naciones aliadas. En ¡Fuego en esa bandera! (1944, あの旗を撃て！) la cobardía de los militares estadounidenses que huyen se yuxtapone con la supremacía moral del ejército imperial japonés durante la ocupación de Filipinas. El primer largometraje de animación de Japón, Momotarō, dios de las olas (1945, 桃太郎海の神兵) retrata de manera similar a los estadounidenses y británicos en Singapur como "demonios" moralmente decadentes y físicamente débiles. Una subcategoría de la imagen del disfraz es la película del samurái. Los temas utilizados en estas películas incluyen el sacrificio y el honor al emperador. Las películas japonesas a menudo no evitaban el uso del sufrimiento, a menudo describían a sus tropas como los más débiles. Esto tuvo el efecto de hacer que Japón se viera como si fuera la víctima incitando a una mayor simpatía de su audiencia. Las piezas de propaganda también ilustraron a menudo a los japoneses como puros y virtuosos, representándolos como superiores tanto racial como moralmente. La guerra se describe como continua y generalmente no se explica adecuadamente.
- Las águilas marinas de Momotarō
- La más bella

## Revistas y periódicos

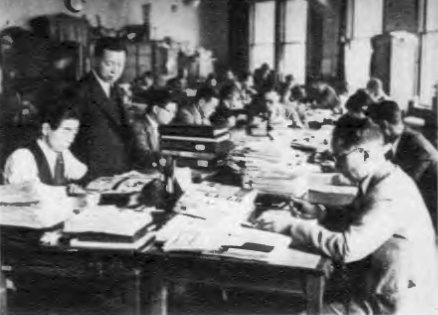
Censores del gobierno trabajando.

Las revistas apoyaron la guerra desde sus inicios la segunda guerra sino-japonesa con historias de heroísmo, cuentos de viudas de guerra y consejos para hacerlo.
Después del ataque a Pearl Harbor, el control se hizo más estricto, ayudado por el patriotismo de muchos reporteros. Se dijo a las revistas que la causa de la guerra era el deseo egoísta del enemigo de gobernar el mundo, y se les ordenó, bajo el pretexto de las peticiones, que promoviera el sentimiento antiestadounidense y antibritánico. Cuando Jun'ichirō Tanizaki comenzó a serializar su novela Sasameyuki, un relat nostálgico de la vida familiar de antes de la guerra, se advirtió a los editores de Chūōkōron que no contribuían al espíritu de guerra necesario. A pesar de la historia de Tanizaki de tratar la occidentalización y la modernización como corruptoras, una historia "sentimental" de "vida familiar bouregeoise" no era aceptable. Temeroso de perder suministros de papel, cortó la serialización. Un año más tarde, Chūōkōron y Kaizo se vieron obligados a disolverse "voluntariamente" después de que la policía tuviera las confesiones de los empleados "comunistas".
Los periódicos agregaron columnistas para aumentar el fervor marcial. Se ordenó a las revistas que imprimieran consignas militaristas. Un artículo titulado "El americanismo como enemigo" decía que los japoneses debían estudiar el dinamismo estadounidense, derivado de su estructura social, que fue tomada como un elogio a pesar de que el editor agregó "como enemigo" al título, y fue retirado.

## Dibujos animados

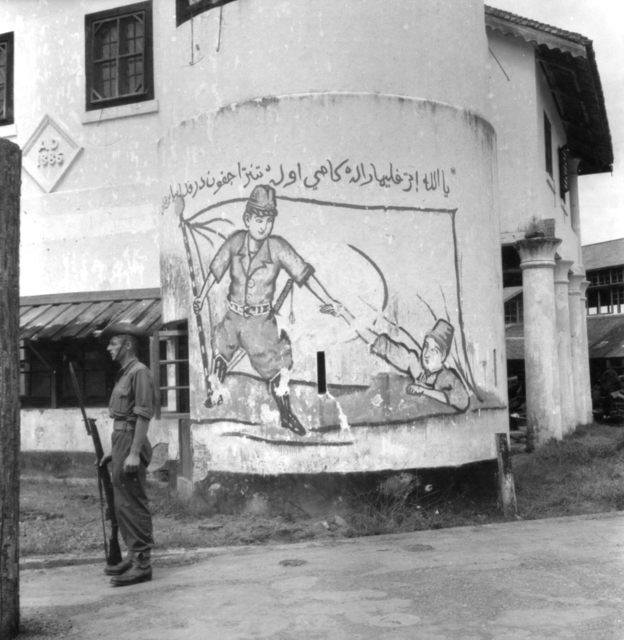
Propaganda japonesa en escritura jawi encontrada en la ciudad de Kuching, Sarawak, después de la captura de la ciudad por las fuerzas australianas.

Los caricaturistas formaron una asociación patriótica para promover el espíritu de lucha, despertar el odio del enemigo y alentar a las personas a economizar. Un ejemplo notable fue el manga de Norakuro, que comenzó antes de la guerra como episodios humorísticos de perros antropomorfos en el ejército, pero finalmente se convirtió en relatos propagandísticos de hazañas militares contra el "ejército de cerdos" en el "continente", una referencia a la segunda guerra sino-japonesa.
Las caricaturas también se utilizaron para crear documentos informativos, para instruir a las poblaciones ocupadas y también a los soldados sobre los países que ocupaban.

## Kamishibai
Una forma de propaganda exclusiva de Japón fue el Kamishibai, una "obra de papel" con temática de guerra. En el Kamishibai, un artista callejero utiliza "rollos de imágenes" de Emakimono para transmitir la historia de la obra. Las audiencias generalmente incluían a niños que comprarían caramelos al artista callejero que les proporcionara su fuente de ingresos. A diferencia de la propaganda estadounidense que a menudo se enfocaba en el enemigo, la "política nacional" de la época de guerra de Japón, el Kamishibai, usualmente se enfocaba en los temas de autosacrificio para la nación, el heroísmo de los mártires o mensajes instructivos tales como cómo responder a una advertencia de ataque aéreo.

## Libros
El Shinmin no Michi o Camino de los sujetos describió lo que los japoneses debían aspirar a ser, y describió la cultura occidental como corrupta.
El folleto Lea esto y la guerra está ganada, impreso para distribuirlo al ejército, no solo analizó las condiciones de combate en las zonas tropicales, sino también el motivo por el cual luchaba el ejército. El colonialismo fue presentado como un pequeño grupo de colonos que viven en el lujo al colocar cargas sobre los asiáticos; Debido a que los lazos de sangre los conectaban con los japoneses, y los asiáticos se habían debilitado por el colonialismo, era el lugar de Japón para "volver a hacer hombres de ellos".

### Libros de texto
El Ministerio de Educación, dirigido por un general, envió libros de texto propagandísticos. La supervisión militar de la educación fue intensa, con oficiales que llegaban en cualquier momento para inspeccionar las clases y, a veces, reprender al instructor antes de la clase.
Del mismo modo, los libros de texto se revisaron en la China ocupada para instruir a los niños chinos en figuras heroicas japonesas.

### Educación
Incluso antes de la guerra, la educación militar consideraba a la ciencia como una forma de enseñar que los japoneses eran una raza moralmente superior y la historia como un orgullo de enseñanza en Japón, y que Japón no era sólo la nación más espléndida, sino la única espléndida.
Después del ataque a Pearl Harbor, las escuelas primarias pasaron a llamarse "Escuelas Nacionales" y fueron encargadas de producir "hijos del Emperador" que se sacrificarían por la nación. Los niños fueron llevados a la escuela, donde pasaban la mitad de su tiempo en el adoctrinamiento de la lealtad al emperador, y la frugalidad, la obediencia, la honestidad y la diligencia. Se instruyó a los maestros para que enseñaran "ciencia japonesa" basada en el "Camino Imperial", que excluía la evolución en vista de sus pretensiones de ascendencia divina. A los estudiantes se les dio más educación física y se les requirió realizar un servicio comunitario. Las composiciones, dibujos, caligrafía y concursos se basaron en temas militares. Aquellos que abandonaron la escuela después de completar seis años debían asistir a la escuela nocturna de historia y ética japonesas, entrenamiento militar para niños y economía doméstica para niñas.
A medida que avanzaba la guerra, los maestros ponen más énfasis en el destino de los niños como guerreros; cuando un niño se marea con el aire en un columpio, un maestro le dijo que no sería un buen piloto de combate. Se mostró a los alumnos caricaturas de estadounidenses y británicos para instruirlos sobre su enemigo.
Las niñas que se graduaron en Okinawa escucharon un discurso de su director sobre cómo debían trabajar arduamente para evitar avergonzar a la escuela antes de ingresar en el Cuerpo de Estudiantes para actuar como enfermeras.

### Radio

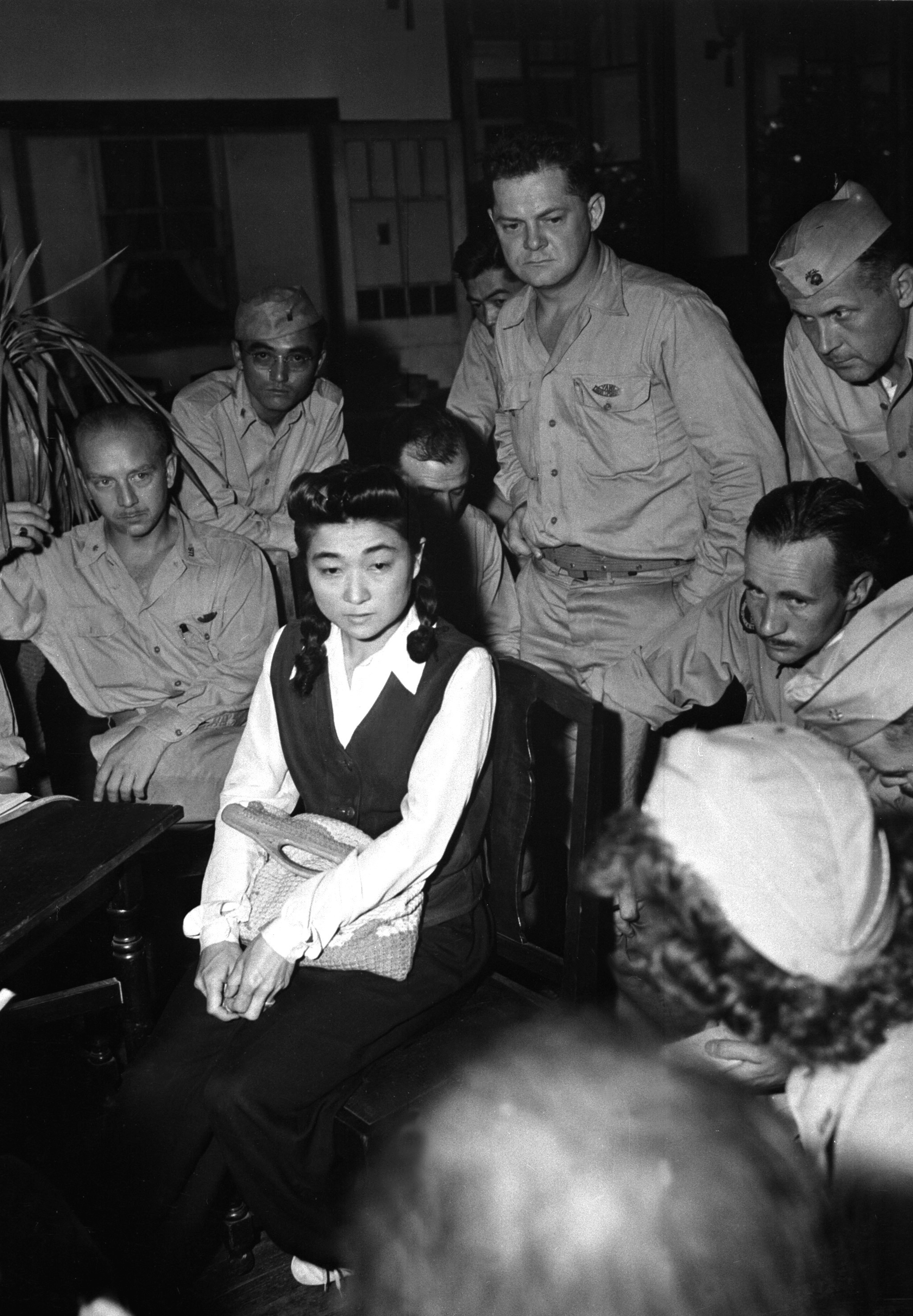
Entrevista de los corresponsales de "Tokyo Rose", Iva Toguri, japonesa nacida en Estados Unidos, septiembre de 1945.

Los informes de noticias debían ser anuncios oficiales del estado, leídos exactamente y, a medida que avanzaba la guerra en China, incluso los programas de entretenimiento abordaban las condiciones de la guerra.
El anuncio de la guerra fue hecho por radio, seguido de una dirección de Tojo, quien informó a la gente que para aniquilar al enemigo y asegurar una Asia estable, se tenía que anticipar una larga guerra.
Para aprovechar la adaptabilidad de la radio a los eventos, se hicieron "Direcciones de la mañana" dos veces al mes para las escuelas.
Las radios de onda corta se utilizaron para transmitir propaganda antieuropea al sudeste asiático incluso antes de la guerra. Japón, temeroso de la propaganda extranjera, había prohibido tales receptores para los japoneses, pero creó emisoras para todos los países ocupados para exaltar los beneficios del gobierno japonés y atacar a los europeos. "Torres de canto" o "árboles de canto" tenían altavoces para difundir las transmisiones.
Las transmisiones a la India instaron a la revuelta.
Las emisiones de la Rosa de Tokio estaban dirigidas a las tropas estadounidenses.

#### Operaciones de propaganda racista
En un esfuerzo por exacerbar las tensiones raciales en los Estados Unidos, los japoneses promulgaron lo que se tituló "Operaciones de propaganda negra". Este plan, creado por Yasuichi Hikida, el director de propaganda japonesa para los estadounidenses de raza negra, constaba de tres áreas. Primero se recopiló información sobre los estadounidenses de raza negra y sus luchas en Estados Unidos, el segundo fue el uso de prisioneros de guerra negros en la propaganda y el tercero se usó la transmisión de radio de onda corta. A través de las transmisiones de radio de onda corta, los japoneses utilizaron sus propios anunciadores de radio y los prisioneros de guerra afroamericanos para difundir propaganda a los Estados Unidos. Las transmisiones se centraron en las noticias de Estados Unidos que involucran tensión racial, como los disturbios y linchamientos de la Carrera de Detroit. Por ejemplo, una transmisión comentaba que "los linchamientos notorios son una práctica rara incluso entre los especímenes más salvajes de la raza humana". En un esfuerzo por ganar más oyentes, los prisioneros de guerra podrían dirigirse a los miembros de la familia en casa. Los japoneses creían que la propaganda sería lo más eficaz si utilizaban prisioneros de guerra afroamericanos para comunicarse con los afroamericanos que estaban en casa. Usando programas titulados "Conversaciones sobre experiencias de prisioneros de guerra reales negros" y "Llamadas de la humanidad", los prisioneros de guerra hablarían sobre las condiciones de guerra y su tratamiento en el ejército. Se utilizaron prisioneros de guerra con fortalezas artísticas en obras y / o canciones que se emitieron en casa. El éxito de esta propaganda es muy debatido, ya que solo una pequeña minoría de personas en Estados Unidos tenían radios de onda corta. Aun así, algunos estudiosos creen que las Operaciones de propaganda negras "provocaron una variedad de respuestas dentro de la comunidad negra y la suma total de estas reacciones obligó al gobierno de Estados Unidos a mejorar las condiciones para los negros en el ejército y en la sociedad". Incluso la NAACP (Asociación Nacional para el Avance de las Personas de Color) vio la propaganda como una herramienta mediática en la lucha contra la discriminación racial".

### Folletos
Los folletos en China preguntaban por qué no estaban mejor defendidos después de todo el dinero que habían gastado.

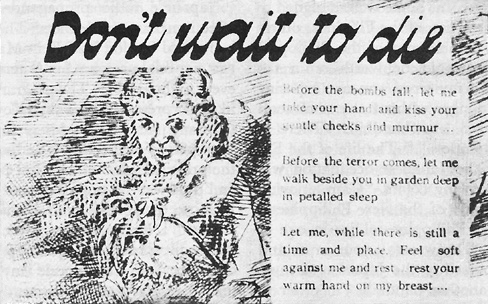
Folleto de propaganda japonesa distribuido durante la batalla de Filipinas.

En Filipinas, Malasia e Indonesia se lanzaron folletos en avión, instándolos a rendirse, ya que los japoneses serían mejores que los europeos. También fueron dejados en la India para alentar una revuelta contra el gobierno británico dado que Gran Bretaña estaba distraída.

### Eslóganes
Los lemas fueron utilizados en todo Japón con fines propagandísticos. Fueron utilizados como exacerbación patriótica - "Unidad Nacional", "Cien Millones Con Un Espíritu" - y para incitar a la frugalidad - "¡Fuera el entretenimiento frívolo!".

## Temas

### Kokutai
Kokutai, que significa la singularidad de los japoneses al tener un líder con orígenes espirituales, fue promulgado oficialmente por el gobierno, incluido un libro de texto enviado por el Ministerio de Educación. El propósito de esta instrucción era asegurar que todos los niños se consideraran, en primer lugar, japoneses y que estuvieran agradecidos por la estructura de gobierno de "política familiar", con su vértice en el emperador. De hecho, durante el transcurso de la guerra se hicieron pocos esfuerzos para explicar a los japoneses por qué se luchaba; en cambio, se presentó como una oportunidad para reunirse con el emperador.

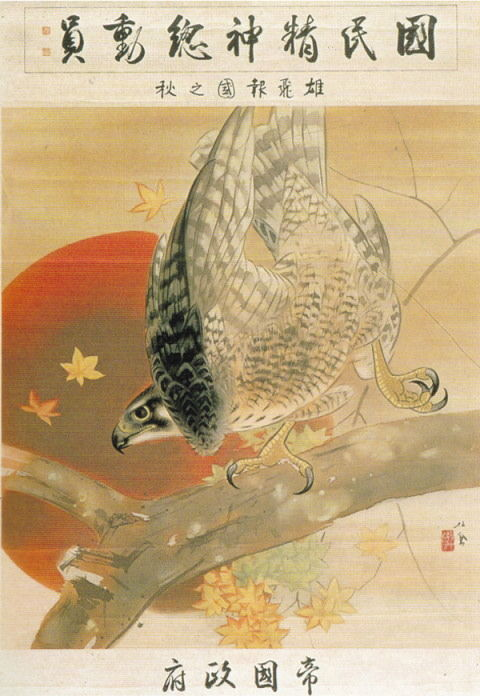
Saltando el otoño patriótico: promoción del patriotismo.

En 1937, el folleto Kokutai no Hongi fue escrito para explicar el principio. Declaró claramente su propósito: superar el malestar social y desarrollar un nuevo Japón. A partir de este folleto, a los alumnos se les enseñó a poner a la nación delante del yo, y que formaban parte del estado y no estaban separados de él. El Ministerio de Educación lo promulgó en todo el sistema escolar.
En 1939, el primer ministro fundó Taisei Yokusankai (Asociación de Apoyo al Régimen Imperial) para "restaurar el espíritu y las virtudes del antiguo Japón". Cuando el número de asociaciones patrióticas durante la guerra preocupó al gobierno, se integraron en la AARI, que las utilizó para movilizar a la nación y promover la unidad.
En 1941, el Shinmin no Michi fue escrito para instruir a los japoneses a qué aspirar. Los textos antiguos exponen los preceptos centrales de la lealtad y la piedad filial, que dejarían de lado el egoísmo y les permitirían completar su "tarea sagrada". Pidió que se convirtieran en "cien millones de corazones latiendo como uno solo", una llamada que reaparecería en la propaganda antijaponesa estadounidense, aunque el Shinmin no Michi dijo explícitamente que muchos japoneses "no" actuaron de esta manera. La obediencia que se pedía era ser ciega y absoluta. La guerra sería una experiencia purificadora para atraerlos al "corazón puro y sin nubes" de su carácter inherente del que se habían alejado. Su pureza racial natural debe reflejarse en su unidad. Las canciones de guerra patrióticas rara vez mencionaban al enemigo, y luego solo genéricamente; el tono era elegíaco, y el tema era la pureza y la trascendencia, a menudo en comparación con la flor de cerezo.
Las cartas finales de los pilotos kamikaze expresaban, sobre todo, que sus motivaciones eran la gratitud a Japón y a su Emperador como la encarnación del kokutai. Una carta, después de alabar la historia japonesa y el modo de vida que sus antepasados les habían transmitido, y la familia imperial, como la cristalización del esplendor de Japón, concluía: "Es un honor poder dar mi vida en defensa de estas hermosas cosas".

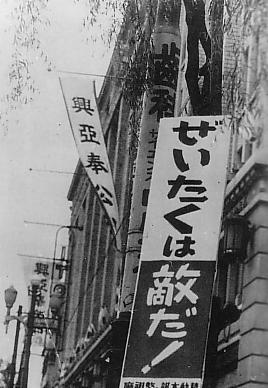
Bandera de "El lujo es nuestro enemigo" por el Movimiento de Movilización Espiritual Nacional.

Los intelectuales en una conferencia de "superación de la modernidad" proclamaron que antes de la Restauración Meiji, Japón había sido una sociedad sin clases bajo un emperador benevolente, pero la restauración había sumido a la nación en el materialismo occidental (un argumento que ignoraba el comercialismo y la cultura descarada en la era Tokugawa), que había hecho que la gente olvidara su naturaleza, que la guerra les permitiría recuperar.
El béisbol, el jazz y otras formas de despilfarro occidentales fueron seleccionadas en la propaganda del gobierno para ser abandonadas por un puro espíritu de sacrificio.
Este espíritu Yamato les permitía superar la vasta desproporción en el material de combate. Esta creencia estaba tan bien implementada que incluso cuando las victorias aliadas abrumaban la capacidad del gobierno japonés para encubrirlas con mentiras, muchos japoneses se negaron a creer que "el país de Dios" podía ser derrotado. El gobierno militar también luchó con la esperanza de que las listas de bajas socavaran la voluntad aliada de luchar. El general Ushijami, dirigiéndose a sus tropas en Okinawa, les dijo que su mayor fuerza radicaba en la superioridad moral. Incluso cuando las fuerzas estadounidenses avanzaban de victoria en victoria, la propaganda japonesa reclamaba la superioridad militar. El ataque a Iwo Jima fue anunciado por la transmisión "Hogar e Imperio" con elogios poco comunes de los comandantes estadounidenses, pero también la declaración de que no debían abandonar la isla con vida. Las últimas palabras del presidente Roosevelt se modificaron a "He cometido un terrible error" y algunos editoriales lo proclamaron un castigo del cielo. Los interrogadores estadounidenses de prisioneros encontraron que eran inquebrantables en su convicción de la misión sagrada de Japón. Después de la guerra, un médico japonés explicó a los interrogadores estadounidenses que la gente de Japón había creído tontamente que los dioses realmente los ayudarían a salir de su situación.
Esto también les dio un sentido de superioridad racial a los pueblos asiáticos que afirmaron liberar, lo que contribuyó en gran medida a socavar la propaganda japonesa para la unidad racial. Sus almas "brillantes y fuertes" los convirtieron en la raza superior, y por lo tanto, su lugar adecuado era en el liderazgo de la Esfera de Coprosperidad de la Gran Asia Oriental. Cualquier persona que no fuera japonesa era un enemigo, diabólico, animalista, incluidos otros pueblos asiáticos como los chinos. Se mantuvo una estricta segregación racial en las regiones conquistadas, y se les alentó a que se consideraran "las personas más destacadas del mundo".
Esta raza, de hecho, debía mejorarse aún más con los programas de aptitud física y bienestar social, y las políticas de población para aumentar su número. Una campaña para promover la fertilidad, para producir futuros ciudadanos, continuó hasta 1942, y no se hicieron esfuerzos para reclutar mujeres para el trabajo de guerra por esa razón. El eslogan "Sé fructífero y multiplícate" se utilizó en las campañas.

#### Vida rural
A pesar de que su fuerza militar dependía de la industrialización, el régimen glorificaba la vida rural. La vida rural y agrícola tradicional se oponían a la ciudad moderna; Se hicieron propuestas para combatir los efectos atomizadores de las ciudades ubicando escuelas y fábricas en el campo, para mantener a la población rural. La retórica agraria exultaba la armonía de la aldea, incluso cuando los inquilinos y los propietarios estaban enfrentados entre sí por las necesidades de la guerra.

#### Movilización espiritual
El Movimiento de Movilización Espiritual Nacional se formó a partir de 74 organizaciones para unir a la nación para un esfuerzo de guerra total. Llevó a cabo tareas tales como instruir a los escolares sobre la "Guerra Santa en China" y hacer que las mujeres enrolle vendajes para el esfuerzo de guerra.

#### Producción

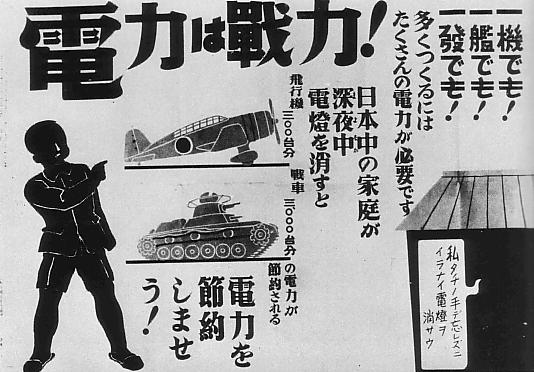
La energía eléctrica es poder militar.

Incluso antes de la guerra, la organización Sanpo existía para explicar la necesidad de cumplir con las cuotas de producción, incluso si se necesitaban sacrificios; lo hizo con mítines, conferencias y mesas redondas, y también estableció programas para ayudar a las vidas de los trabajadores a atraer miembros.
Entre las victorias tempranas hubo una que aseguró un campo petrolero, dando a Japón su propia fuente por primera vez; la propaganda exaltó que Japón ya no fuera una nación "que no tiene".
En 1943, cuando el gigante industrial estadounidense produjo una superioridad material para las fuerzas estadounidenses, se hicieron llamamientos para que una parte de la población se involucrara más en la guerra, en particular en los reclamos de aumentos en los materiales de guerra. El énfasis en entrenar a los soldados en lugar de armarlos había dejado a las fuerzas armadas peligrosamente mal abastecidas después del fuerte desgaste. Las asambleas matutinas en las fábricas tenían oficiales que se dirigían a los trabajadores y les ordenaban cumplir con sus cuotas. Los niveles de producción se mantuvieron, aunque al precio del sacrificio extraordinario.

#### Privación
El gobierno instó a los japoneses a que se adaptaran a vivir sin algunos de los elementos básicos (privación). Por ejemplo, las revistas dieron consejos para economizar alimentos y ropa tan pronto como estalló la guerra con China.
Después del estallido de la guerra con los Estados Unidos, no se aceptaron las primeras sugerencias de que la gente disfrutaba demasiado de las victorias y no estaban preparadas para la larga guerra que se avecinaba, por lo que la propaganda temprana no contenía advertencias.
En 1944, la propaganda procuró advertir a los japoneses de los desastres que se avecinaban, e instalar en ellos un espíritu como en Saipán, para aceptar más privaciones para la guerra. Se escribieron artículos que decían que los estadounidenses no podían realizar ataques aéreos desde Saipán, aunque como podían hacerlo desde China, claramente podían hacerlo desde Saipán; el propósito era advertir sutilmente de los peligros por venir. Los bombardeos reales trajeron un nuevo significado al lema "Todos somos iguales". Las primeras canciones que proclamaban que las ciudades tenían defensas de hierro y fue un honor defender la patria perdió rápidamente su brillo. Aun así, se siguieron honrando los llamados al sacrificio; La asociación de vecinos ayudó, ya que nadie quería que lo vieran abandonar primero.
Los relatos de privaciones de autosacrificio eran comunes en la prensa: un maestro vestido con jirones que se negaban a usar una camisa nueva porque todos sus amigos también sufrían escasez, y los oficiales y funcionarios gubernamentales que se las arreglaban sin ningún tipo de calefacción. Esto reflejaba la privación en realidad en la sociedad, donde la ropa era muy valiosa y la semana laboral tenía una duración de siete días, con una reducción de la escolarización para que los niños pudieran trabajar.

### Hakkō ichiu

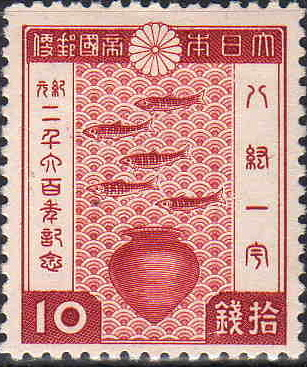
Estampilla japonesa de 10 sen antes de la guerra, que ilustra el Hakkō ichiu y el 2600 aniversario del Imperio.

Al igual que las demandas de la Alemania nazi para el Lebensraum, la propaganda japonesa se quejó de estar atrapada en sus propias aguas. El Hakkō ichiu, "para poner los ocho rincones del mundo bajo un mismo techo", agregó un tono religioso al tema. Se basó en la historia del emperador Jimmu, quien había fundado Japón, y al encontrar cinco razas, los había convertido a todos en "hermanos de una familia". En 1940, el Japan Times and Mail relató la historia de Jimmu en el 2.600 aniversario.
La noticia del éxito de Hitler en Europa, seguida de la participación de Mussolini en el conflicto, produjo el eslogan "¡No perdamos el autobús!" como señal de que la guerra europea les daba la oportunidad de conquistar el sudeste asiático por sus recursos.
Al estallar la guerra, Tojo declaró que mientras existiera un espíritu de lealtad y patriotismo bajo esta política, no habría nada que temer.
Una Investigación de la Política Global con la Raza Yamato como Núcleo solicitó explícitamente tal expansión; Aunque era un documento secreto para el uso de los responsables de la formulación de políticas, exponía lo que se insinuaba en otros lugares. Explicaba que la posición superior de Japón en la Esfera de Coprosperidad de la Gran Asia Oriental, demostrando la subordinación de otras naciones.
Esto también se justificó porque los japoneses no podían contar con ninguna fuente de materia prima que no controlaran. La propaganda afirmaba que Japón estaba siendo estrangulado por el "ABCD" (América, Gran Bretaña, China y las Indias Orientales Neerlandesas) a través de embargos comerciales y boicots. Incluso en preparación de la guerra, los periódicos informaban que a menos que las negociaciones mejorasen, Japón se vería obligado a tomar medidas de autodefensa.

### Bushido
El código samurái del bushido fue puesto en servicio para el adoctrinamiento en el militarismo. Esto fue usado para presentar la guerra como purificadora, y la muerte como un deber. Esto funcionó para evitar rendiciones, tanto de los que se adherían a él, como de los que temían la desgracia si no morían. Esto fue presentado como una revitalización de los valores tradicionales y "trascendiendo lo moderno". La guerra se presentó como una experiencia purificadora, aunque solo para los japoneses. El Bushido proporcionaría un escudo espiritual para que los soldados luchen hasta el final. Se esperaba que todos los soldados se adhirieran a ella, aunque históricamente había sido el deber de los samurái de mayor rango y no de los soldados comunes.

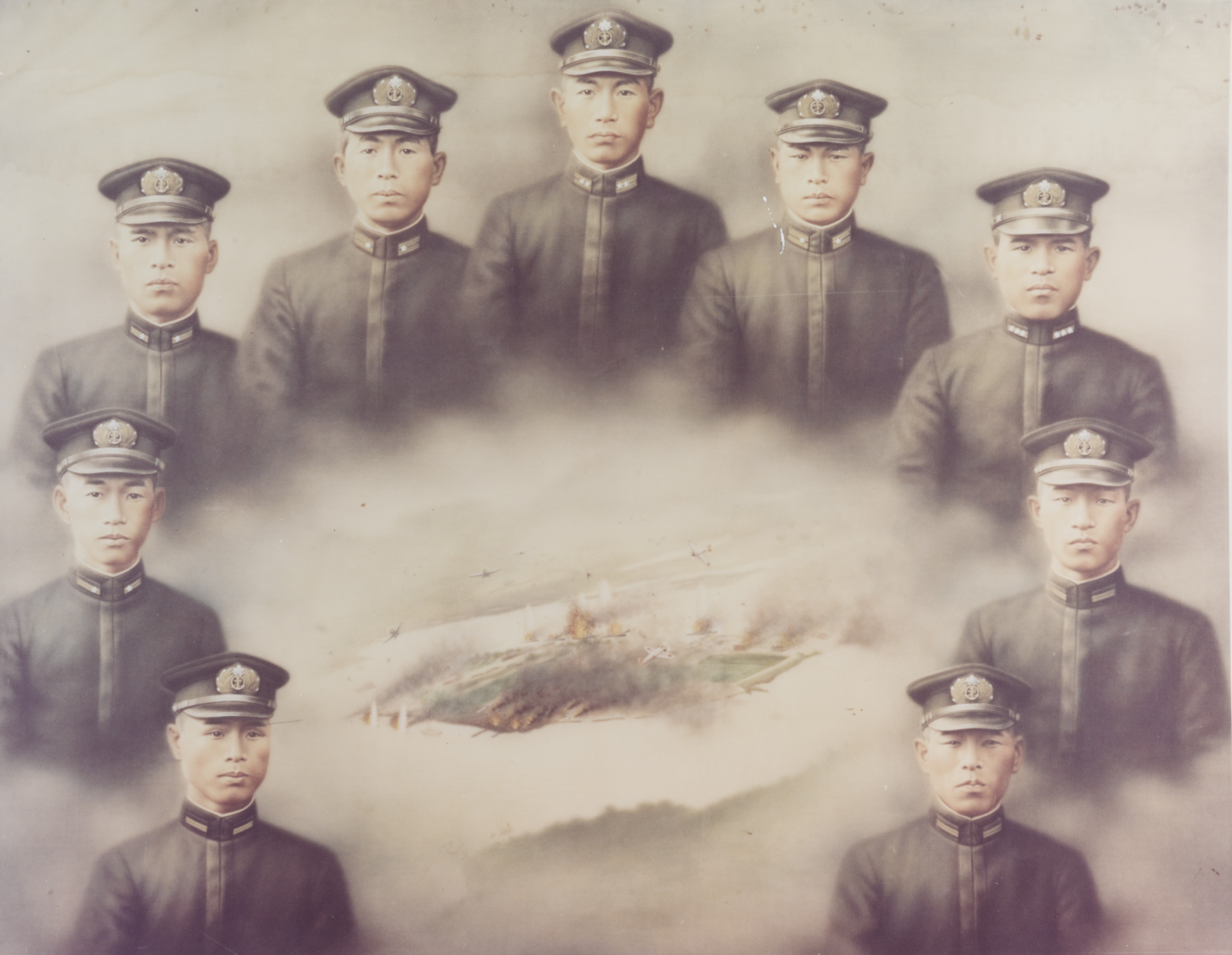
Los submarinistas que murieron en el ataque a Pearl Harbor.

Como se enseñó, produjo una indiferencia imprudente hacia el lado tecnológico de la guerra. La producción de Japón era una fracción de la de Estados Unidos, lo que dificultaba el equipamiento. Los oficiales se declararon indiferentes al radar, porque tenían ojos perfectamente buenos. Los estadounidenses de ojos azules serían necesariamente inferiores a los japoneses de ojos oscuros en los ataques nocturnos. En Imphal, el comandante declaró a sus tropas que era una batalla entre su fuerza espiritual y la fuerza material británica, un comando que se hizo famoso como rúbrica del espíritu japonés.
Se les dijo a los soldados que la bayoneta era su arma central, y muchos los mantuvieron colocados en todo momento. Las armas fueron tratadas como representaciones simbólicas del espíritu marcial y la lealtad, por lo que cualquier negligencia con respecto a ellas fue severamente castigada.
Ya en el Incidente de Shanghái, los principios de victoria o muerte ya estaban implementados, y se hizo mucho de un soldado japonés capturado que regresó al sitio de su captura para cometer seppuku. Tres soldados que se habían hecho estallar en una sección de alambre de púas fueron alabados como "tres bombas humanas" y aparecieron en no menos de seis películas, a pesar de que pueden haber muerto solo porque sus fusibles eran demasiado cortos. El mismo Tojo, en un folleto de 1940, instó al espíritu de autosacrificio en los soldados, a no considerar la muerte. Incuestionablemente contribuyó al maltrato de los prisioneros de guerra, quienes habían realizado el vergonzoso acto de rendirse. Otra consecuencia fue que no se hizo nada para entrenar a los soldados para el cautiverio, con el resultado de que los estadounidenses encontraron que los prisioneros japoneses eran mucho más fáciles de obtener información de lo que los japoneses encontraron prisioneros estadounidenses.
En 1932, la poesía de Akiko Yosano instó a los soldados japoneses a soportar los sufrimientos en China y comparó a los soldados muertos con los cerezos en flor, una imagen tradicional que sería muy útil durante la guerra.
El énfasis en esta tradición y la falta de una tradición militar comparable en los Estados Unidos llevó a una subestimación del espíritu de lucha estadounidense, lo que sorprendió a las fuerzas japonesas en Midway, Bataán y otras batallas de la Guerra del Pacífico. También hizo hincapié en el ataque a expensas de la defensa. El Bushido abogó por avances audaces ante el sentido común, que se instó a las tropas.

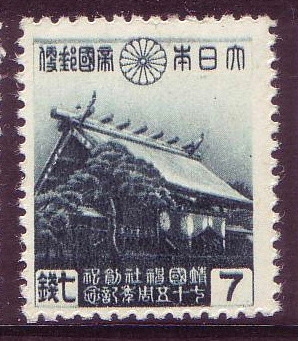
Santuario Yasukuni, para los muertos.

Los muertos fueron tratados como "dioses de la guerra", comenzando con los nueve submarinistas que murieron en Pearl Harbor (con el décimo, tomado prisionero, nunca mencionado en la prensa japonesa). Los entierros y los memoriales de los "héroes divinos" que habían caído en la batalla proporcionaron al público japonés noticias de batallas que no se habían lanzado de otra manera, como cuando se reveló un ataque de un submarino en Sídney a través de la sepultura de cuatro de los que murieron; esta propaganda a menudo se enfrentó con la propaganda de la victoria. Incluso años antes de la guerra, a los niños se les había enseñado en la escuela que morir por el emperador lo convertía en una deidad. Cuando la guerra dio vuelta, se invocó el espíritu del Bushido para instar a que todos dependieran del alma firme y unida de la nación. Los medios de comunicación estaban llenos de historias de samuráis, viejas y nuevas. Los periódicos imprimieron bidan, hermosas historias, sobre soldados muertos con sus fotografías y con un miembro de la familia que hablaba de ellos; Antes de Pearl Harbor y las aplastantes víctimas de la Guerra del Pacífico, se esforzaron por obtener una historia de este tipo para cada soldado caído. Mientras luchaban en China, las bajas eran lo suficientemente bajas como para que los casos individuales fueran glorificados. Las cartas de "héroes caídos" se convirtieron en un elemento básico de los periódicos japoneses en 1944.
Las derrotas fueron tratadas principalmente en términos de resistencia a la muerte. El artículo de la revista Time sobre Saipán y los suicidios de civiles en masa allí fue ampliamente divulgado con los informes "sobrecogidos" del enemigo tratados como evidencia de la gloria del sacrificio y el orgullo de las mujeres japonesas. Cuando se perdió la batalla de Attu, se hicieron intentos por hacer de las más de dos mil muertes de japoneses una epopeya inspiradora para el espíritu de lucha de la nación. Los juncos suicidas fueron glorificados al mostrar el espíritu japonés. Los argumentos de que los planes para la batalla del golfo de Leyte, que involucraban a todos los barcos japoneses, expondrían a Japón a un grave peligro si fallaban, fueron contrarrestados con el motivo de que se permitiera a la Marina "florecer como flores de muerte". El último mensaje de las fuerzas en Peleliu fue "Sakura, Sakura" - flores de cerezo.
Las primeras propuestas de ataques suicidas organizados encontraron resistencia porque mientras el Bushido pedía que un guerrero estuviera siempre al tanto de la muerte, no debía verla como el único fin. La Armada Imperial Japonesa no había ordenado ningún ataque, era imposible sobrevivir; incluso con los submarinos enanos en el ataque a Pearl Harbor, se habían hecho planes para reincorporarse a la nave nodriza, si era posible. Los estrechos desesperados trajeron aceptación. Los propagandistas inmediatamente se dispusieron a ennoblecer tales muertes. Tales ataques fueron aclamados como el verdadero espíritu del bushido, y se convirtieron en una parte integral de la estrategia con Okinawa.

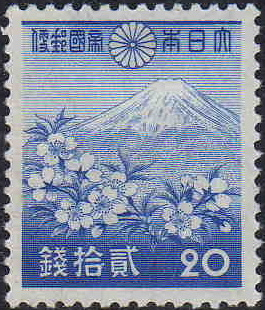
Flores de cerezo antes del Monte Fuji: símbolos de muerte heroica

El vicealmirante Takijirō Ōnishi se dirigió a la primera unidad de kamikazes (ataque suicida) y les dijo que su nobleza de espíritu evitaría que la patria se arruinara incluso en la derrota. Los nombres de cuatro subunidades dentro de la Fuerza de Ataque Especial Kamikaze fueron Unidad Shikishima, Unidad Yamato, Unidad Asahi y Unidad Yamazakura. Estos nombres fueron tomados de un poema patriótico (waka o tanka), Shikishima no Yamato-gokoro wo hito towaba, asahi ni niou yamazakura bana por el erudito clásico japonés, Motoori Norinaga.
Si alguien pregunta sobre el espíritu Yamato [Espíritu del Japón antiguo / verdadero] de Shikishima [un nombre poético para Japón], son las flores de yamazakura [flor de cerezo de montaña] que son fragantes en el Asahi [sol naciente].
Esto también se basó en el simbolismo popular en Japón de la caída de la flor de cerezo como símbolo de la mortalidad. Estos, y otros atacantes kamikazes, fueron aclamados como héroes nacionales. Los buzos, preparados para tal trabajo en el caso de la invasión de Japón, recibieron instrucciones individuales, para indicar que podían reemplazar un barco completo, y se los separó cuidadosamente para que murieran por su propia obra en lugar de la de otro.
La propaganda que instaba a tales muertes, y la resistencia a la muerte, se emitió con la esperanza de que la amarga resistencia induciría a los estadounidenses a ofrecer términos. Cuando Togo se acercó a la Unión Soviética, estos se interpretaron como un pedido de paz, que los periódicos repudiaron al instante (no buscarían la paz sino que ganarían la guerra), un punto de vista impuesto por el kenpeitai, quien arrestó por cualquier indicio de "derrotismo". El manual del ejército sobre la defensa de la patria exige la masacre de cualquier japonés que impida la defensa.
La propaganda japonesa de "luchar hasta el amargo final" y "la guerra de los cien años", de hecho, llevó a muchos estadounidenses, más allá de las cuestiones del odio y el racismo, a concluir que una guerra de exterminio podría ser la única posibilidad de victoria; si los japoneses se rendirían antes de que se completara tal exterminio.
Incluso después de los ataques atómicos y la insistencia del Emperador de que se rindieran, Inaba Masao emitió una declaración instando al Ejército a luchar hasta el final amargo; cuando otros coroneles le informaron de una proclamación para insinuar la posibilidad de rendirse a la población, se apresuraron a asegurarse de que se emitiera Inaba's para crear mensajes conflictivos. Esto causó consternación en el gobierno por temor a la reacción estadounidense, y para evitar demoras, la rendición fue enviada como una noticia, en inglés y en código Morse para evitar que los censores militares la detuvieran.

#### Inteligencia
Los primeros entrenamientos para agentes de inteligencia trataron de infundir al servicio el misterio tradicional de espiar en Japón, citando el espíritu de los ninja.

#### En China
En la China ocupada, los libros de texto se revisaron para omitir historias de atrocidades japonesas y, en cambio, se centran en figuras heroicas japonesas, incluido un oficial que se divorció de su esposa antes de ir a China, para que pudiera concentrarse en la guerra, y ella estaría libre de la carga de piedad filial hacia sus padres, ya que ciertamente moriría.

### Contra las supuestas atrocidades
La estricta censura gubernamental impidió que la población japonesa escuchara las atrocidades cometidas en China.
Cuando las noticias de las atrocidades llegaron a los países occidentales, Japón lanzó propaganda para combatirlo, negándolo y entrevistando a los prisioneros para contrarrestarlo. Fueron, se proclamó, siendo bien tratados en virtud de la generosidad del bushido. Las entrevistas también fueron descritas como no como propaganda sino por simpatía con el enemigo, simpatía que solo el bushido podría inspirar. El efecto en los estadounidenses se vio atenuado por mensajes sutiles incrustados por los prisioneros, incluidos comentarios tales como la declaración de que se les permitió seguir usando la ropa en la que habían sido capturados.
Ya en la Marcha de la Muerte de Bataán, los japoneses afirmaron en The Manila Times que los prisioneros fueron tratados humanamente y que su tasa de muerte debía atribuirse a la intransigencia de los comandantes estadounidenses que no se rindieron hasta que sus hombres estuvieron al borde de la muerte. Después de la tortura y la ejecución de varios de los Incursores Doolittle, el Nippon Times proclamó el trato humano a los prisioneros de guerra estadounidenses y británicos para declarar que las fuerzas británicas estaban tratando a los prisioneros alemanes de manera inhumana.

### Antioccidentalismo
Los Estados Unidos y Gran Bretaña fueron atacados años antes de la guerra, con cualquier idea occidental en conflicto con la práctica japonesa etiquetada como "pensamientos peligrosos". Fueron calificados de materialistas y sin alma, tanto en Japón como en transmisiones de onda corta al sudeste asiático. Estas ideas no sólo fueron censuradas a través del control estricto de la publicación, sino que el gobierno utilizó varias organizaciones populares para fomentar la hostilidad hacia ellos. Gran Bretaña fue atacada con particular fervor debido a sus muchas colonias, y se le culpó por el continuo estancamiento en China. Chiang Kai-shek fue denunciado como un títere occidental, suministrado a través de la explotación británica y estadounidense de las colonias del sudeste asiático. Los militaristas, que odiaban los tratados de control de armas que permitían a Japón solo 3 barcos para los británicos y los estadounidenses 5, usaban el "5-5-3" como un eslogan nacionalista. Además, querían escapar de un sistema capitalista internacional dominado por los intereses británicos y estadounidenses.

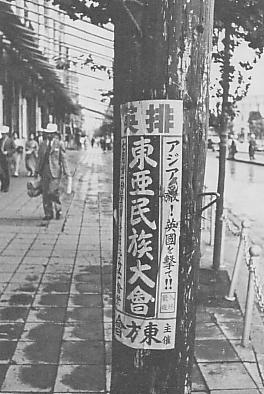
Un cartel propagandístico contra los británicos.

Los periódicos, en los días previos al ataque a Pearl Harbor, mantuvieron una ominosa repetición de intransigencia por parte de los Estados Unidos.
La noticia del ataque a Pearl Harbor dio lugar a que los periódicos presentaran un "Incursión para aplastar a Estados Unidos y Gran Bretaña". Cuando el gobierno encontró que las canciones de guerra eran demasiado abstractas y elegíacas, organizó una competencia nacional por una canción en una sintonía con el título "Abajo con Gran Bretaña y Estados Unidos".
Después de atrocidades como la marcha de la muerte de Bataan, el trato cruel de los prisioneros de guerra se justificó por el hecho de que habían sacrificado las vidas de otras personas, pero se habían rendido para salvar a los suyos, y habían actuado con el mayor egoísmo durante su campaña.
El folleto "La psicología del individuo estadounidense", dirigido a los soldados, les informó de que los estadounidenses no pensaban en la gloria de sus antepasados, su posteridad o su apellido, eran temerarios en busca de publicidad, temían la muerte y no les importaba lo que sucedía después, eran mentirosos y se dejaban engañar fácilmente por la adulación y la propaganda, y siendo materialistas, se basaban en la superioridad material en lugar del incentivo espiritual en la batalla.
La alabanza al enemigo fue tratada como una traición, y ningún periódico podía imprimir nada que mencionara al enemigo favorablemente, sin importar cuánto las fuerzas japonesas encontraran el espíritu de combate enemigo y su eficacia fuera digna de elogio.
Los intelectuales promulgaron puntos de vista antioccidentales con particular fervor. Una conferencia sobre "superar la modernidad" proclamó que el "significado histórico mundial" de la guerra era la resistencia a las ideas culturales occidentales impuestas a Japón. La Restauración Meiji había sumido a la nación en el materialismo occidental (un argumento que ignoraba el comercialismo y la cultura atrevida en la era Tokugawa), lo que había provocado que la gente olvidara que eran una sociedad sin clases bajo un emperador benevolente, pero la guerra sacudiría estas ideas. El gobierno también instó al abandono de las formas occidentales, como el béisbol y el jazz, por un puro espíritu de sacrificio.
Oficialmente, esto no debía presentarse como una guerra racial, debido a la alianza con Italia y Alemania, y a algunos formuladores de políticas, porque tal afirmación era incompatible con el alto propósito moral de Japón, pero como la alianza era segura y únicamente de conveniencia. Se promulgó mucha retórica antiblanca. Un reporte propagandístico de los alemanes en Java los describió como agradecidos de estar ahora bajo la protección japonesa. En los Estados Unidos, Elmer Davis, de la Oficina de Información de Guerra, argumentó que esta propaganda podía combatirse con acciones que contrarrestaban esto, pero no pudo obtener apoyo.

#### Debilidad
Los Aliados también fueron atacados como débiles y efímeros, incapaces de sostener una larga guerra, una visión al principio apoyada por una serie de victorias. La falta de una tradición guerrera como el bushido reforzó esta creencia. Se les dijo a las fuerzas armadas que las fuerzas estadounidenses no vendrían a luchar contra ellas, que los estadounidenses no podrían luchar en la jungla y, de hecho, no podrían soportar la guerra. Los relatos de prisioneros de guerra describían a los estadounidenses como cobardes y dispuestos a hacer cualquier cosa para ganar. Se alentó activamente a los subordinados a tratar a los presos con desprecio, a fomentar sentimientos de superioridad hacia ellos.
Tanto los estadounidenses como los británicos se presentaron como figuras de diversión, lo que resultó en una seria debilidad cuando la complacencia inducida por la propaganda encontró la fuerza del enemigo real.
Poco antes de la Incursión Doolittle, Radio Tokio se burló de un informe extranjero de bombardeo con el argumento de que era imposible. La Incursión Doolittle fue minimizada, reportando poco daño y concluyendo, correctamente, que se había llevado a cabo para la moral estadounidense.
Muchos pilotos japoneses creían que su fuerza y su suavidad estadounidense les darían la victoria. La ferocidad y los ataques de sacrificio de los pilotos estadounidenses en la batalla de Midway socavaron la propaganda, al igual que la lucha en la batalla de Bataán y otros campos de batalla del Pacífico.
Los periodos de rendición ofrecidos por los Estados Unidos fueron despreciados por los periódicos por ridículos, e instaron a que el gobierno permaneciera en silencio al respecto, lo que, de hecho, hizo el gobierno, una técnica tradicional japonesa para tratar lo inaceptable.

#### Contra la moral americana

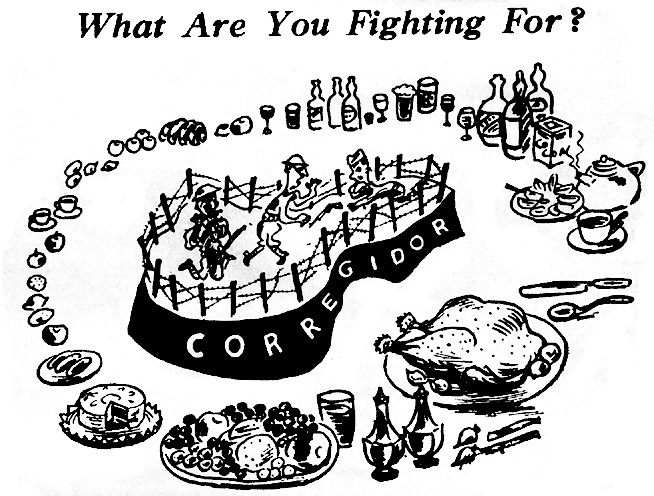
¿Por qué estás luchando ?: resistir la locura de morir de hambre en Corregidor

La mayoría de los ataques propagandísticos contra las tropas estadounidenses estaban dirigidos a bajar la moral. La Rosa de Tokio hizo transmisiones sentimentales, diseñadas para despertar la nostalgia. Ella también se burlaría de las tropas como si fueran chupones, con la perspectiva de que sus esposas y novios se enfrentaran a nuevos hombres mientras luchaban. También hubo transmisiones de prisioneros de guerra que hablaban en la radio, para asegurarse de que estaban siendo tratados bien; estos se intercalaron entre informes de noticias de diferentes longitudes, de modo que se tuvo que escuchar toda la transmisión para estar segura de escuchar al prisionero.

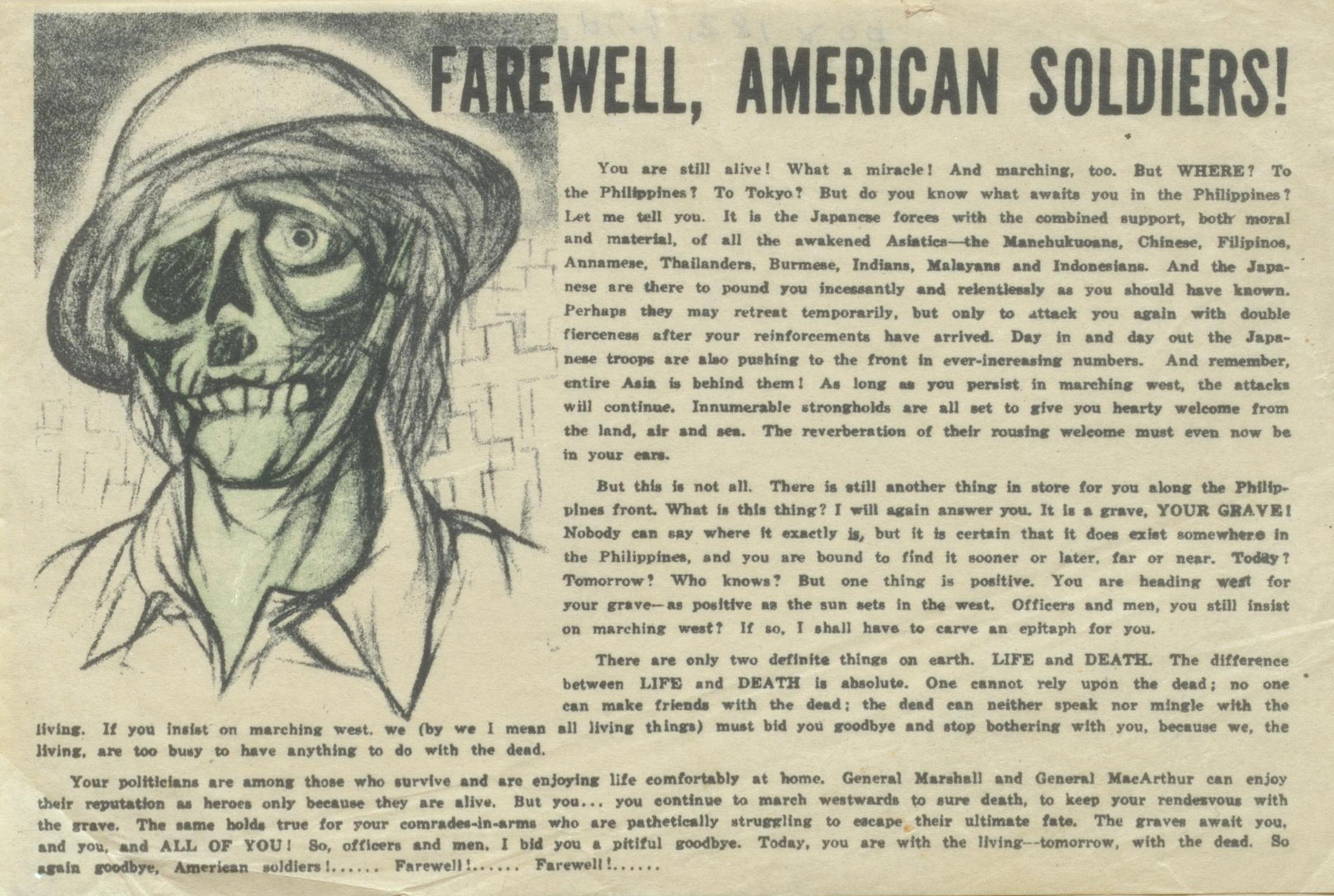
Folleto de advertencia a los soldados estadounidenses de su muerte inminente.

Estos programas no estaban bien diseñados, ya que asumían que los estadounidenses no querían luchar, subestimando el efecto psicológico de Pearl Harbor, y que la hostilidad hacia las políticas internas de Roosevelt se traducía en hostilidad a su política exterior. De hecho, creían que el ataque a Pearl Harbor sería considerado como un acto defensivo, forzado por "Roosevelt y su camarilla". Las fuerzas estadounidenses estaban menos unidas a la noción de "batalla decisiva" que las japonesas, por lo que la primera serie de victorias tuvo menos impacto en ellas de lo esperado.
Además, los prisioneros que hablaban a menudo incluían mensajes sutiles que socavaban la propaganda contra la atrocidad, afirmando que se les había "permitido" la ropa que habían llevado cuando fueron capturados para dejar en claro que no se les había dado ropa nueva.
Un folleto sobre las fuerzas de Okinawa declaró que la muerte del presidente Roosevelt había sido causada por el gran daño que los japoneses habían infligido a los barcos estadounidenses, que continuaría hasta que todos los barcos se hundieran, y las fuerzas estadounidenses quedaron huérfanas. Un soldado, leyéndolo mientras los barcos estaban bombardeando la orilla, preguntó de dónde creían que venían los disparos.

#### Anticomunismo
El comunismo fue enumerado entre las ideas peligrosas occidentales. Sin embargo, durante la invasión de China, la propaganda japonesa a los Estados Unidos jugó en el anticomunismo estadounidense para ganar apoyo. También se ofreció a los japoneses como una forma de forjar un baluarte contra el comunismo.

#### Crímenes de los Aliados
Shinmin no Michi, el Camino del sujeto, discutió las atrocidades históricas de los Estados Unidos y presentó la historia occidental como guerras brutales, explotación y valores destructivos. Su colonialismo se basaba en su individualismo destructivo, materialismo, utilitarismo y liberalismo, todo lo que permitía que los fuertes se aprovecharan de los débiles.
Mientras se minimizaba el efecto de la Incursión Doolittle, la propaganda también mostraba a los asaltantes como demonios inhumanos que atacaban a civiles. Poco después de que los asaltantes que habían sido capturados fueran torturados y algunos ejecutados, el Nippon Times denunció el trato británico a los prisioneros de guerra alemanes, afirmando que los prisioneros estadounidenses y británicos detenidos por Japón estaban siendo tratados de acuerdo con el derecho internacional.
Los propósitos de la guerra aliada fueron presentados como aniquilación. Se les dijo a los civiles japoneses que los estadounidenses cometerían violaciones, torturas y asesinatos y, por lo tanto, debían suicidarse en lugar de rendirse; en Saipán y Okinawa, las grandes mayorías de la población civil se suicidaron o se mataron entre sí antes de la victoria estadounidense. Los capturados en Saipán a menudo se aterrorizaban de sus captores, particularmente de los soldados negros, aunque esto no se debía únicamente a la propaganda, sino a que muchos nunca habían visto a negros antes. La demanda de rendición incondicional fue fuertemente explotada. Los prisioneros interrogados informaron que esta propaganda era ampliamente creída y, por lo tanto, la gente resistiría hasta la muerte.
También se contaron reportes de soldados estadounidenses que asesinaron prisioneros de guerra alemanes, independientemente de su exactitud.
Se hizo mucho juego con los soldados estadounidenses que profanaban los cuerpos de los muertos, omitiendo que tales actos fueran condenados tanto por las autoridades militares como por los púlpitos de Estados Unidos. Se informó que al presidente Roosevelt se le entregó un regalo del antebrazo de un soldado japonés, pero no se negó y defendió un entierro decente.
En la propaganda estadounidense, se hizo mucho de los llamados japoneses a la devoción a la muerte. Algunos soldados atacaron a civiles, sobre la base de que no se rendirían, y que a su vez sirvió de grano para la propaganda japonesa sobre las atrocidades estadounidenses.
Incluso antes de que los panfletos estadounidenses advirtieran sobre el gran poder de las explosiones atómicas, los periódicos que comentaban los ataques atómicos informaron que las bombas no podían tomarse a la ligera; El Nippon Times informó que estaba claramente destinado a matar a muchas personas inocentes, a poner fin a la guerra rápidamente, y otros lo proclamaron como un ultraje moral.

#### Para los países ocupados

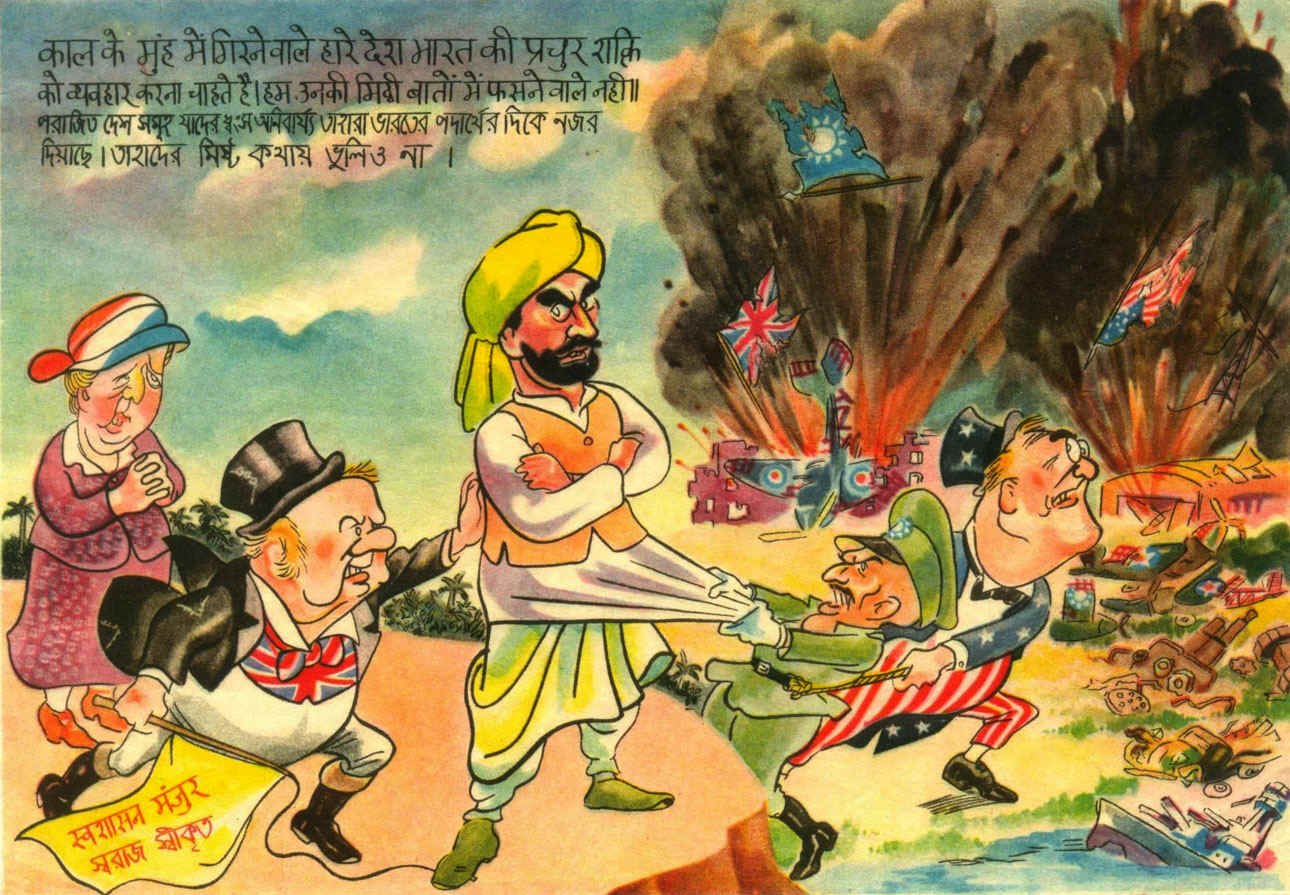
Folleto de propaganda japonesa que representa a los líderes aliados, como Roosevelt y Churchill, tratando de empujar o tirar de un indio a la lucha contra los japoneses, 1943.

En China se hizo un gran uso de carteles para intentar convencer a los chinos de que los europeos eran enemigos, especialmente los estadounidenses y los británicos. Mucho se hizo del comercio de opio.
De manera similar, se propagó a Filipinas sobre la "explotación estadounidense", el "imperialismo estadounidense" y la "tiranía estadounidense", y se echó la culpa a los Estados Unidos por iniciar la guerra. Se les aseguró que no eran enemigos de Japón y que las fuerzas estadounidenses no regresarían. El efecto de esto se vio socavado considerablemente por las acciones del ejército japonés, y los filipinos pronto quisieron que los estadounidenses regresaran para liberarlos de los japoneses. La propaganda negra se hizo pasar por instrucciones estadounidenses para evitar las enfermedades venéreas al tener relaciones sexuales con esposas u otras mujeres filipinas respetables en lugar de prostitutas.
Después de la caída de Singapur, los estadounidenses y los británicos fueron enviados como prisioneros a Corea para erradicar la admiración coreana por ellos. Prisioneros de guerra harapientos, traídos a Corea como trabajos forzados, también marcharon por las calles para mostrar cómo habían caído las fuerzas europeas.
En los países ocupados, las radios de onda corta atacaron a los europeos, en particular a la "Australia blanca", que, según las transmisiones, podría soportar 100 millones en lugar de los 7 millones actuales, si se permitiera a los asiáticos laboriosos hacer que floreciera.
Las transmisiones y folletos instaron a la India a rebelarse contra el gobierno británico ahora que Gran Bretaña estaba distraída. Otros folletos y carteles, dirigidos a las fuerzas aliadas de diferentes nacionalidades, intentaron abrir una brecha entre ellos al atacar a otros países aliados.

#### Antisemitismo
Esta hegemonía occidental se presentó, a veces, como una mentalidad de los judíos. Especialmente en los primeros años de la guerra, se produjo una serie de propaganda antijudía, que parece ser el efecto de la alianza nazi.

### Esfera de Coprosperidad de la Gran Asia Oriental

#### China
En China, se dejaron caer folletos argumentando que el "mandato del cielo" se había perdido claramente, por lo que la autoridad se trasladó a los nuevos líderes. La propaganda también habló de los beneficios de la "vía real" (王道 wang tao o, en japonés odo) como una solución tanto para el nacionalismo como para el radicalismo.

#### Filipinas
Las Filipinas fueron su primer objetivo después de Pearl Harbor, y las instrucciones a los propaganistas pidieron despertar "el espíritu del Lejano Oriente" e inspirarlos con el militarismo para luchar al lado de los japoneses. Se dejaron caer "cartas de entrega" para permitir que los soldados se rindieran de forma segura al entregar una carta. Jorge B. Vargas, el presidente del Comité Ejecutivo, Consejo Provisional de Estado de Filipinas, firmó un folleto instando a la rendición que se retiró.

#### Corea
Corea había sido colonizada durante unos treinta años. El Gobernador General de Japón anunció su satisfacción por su progreso económico y les aseguró que esto sucedió en solo treinta años debido a la forma en que sus gobernadores generales se habían dedicado a beneficiar a esta península colonizada.
Los japoneses intentaron cooptar a los coreanos, instándolos a verse a sí mismos como parte de una "raza imperial" con Japón, e incluso se presentan como rescatar a una nación demasiado larga bajo la sombra de China.
Sin embargo, los coreanos nativos perdieron su estado, sociedad y posición, lo que fomentó la resistencia.

##### India
La batalla de Imphal se libró, en parte, para mostrar el Ejército Nacional Indio a los indios, con la esperanza de provocar una revuelta contra el Raj.

### Autodefensa
La propaganda declaró que la guerra había sido forzada en defensa propia. Ya en el Incidente de Manchuria, los medios de comunicación difundieron de manera acrítica el informe de que los chinos habían causado la explosión, atacando los derechos e intereses de Japón, y por lo tanto, los japoneses deben defender sus derechos, incluso con gran sacrificio. Este argumento se presentó incluso a la Liga de Naciones: solo intentaban evitar las actividades antijaponesas del Guomindang.
Antes del ataque a Pearl Harbor, los periódicos informaron que a menos que las negociaciones mejoren, Japón se vería obligado a tomar medidas de autodefensa. De hecho, después del ataque, la propaganda a las fuerzas estadounidenses operó bajo el supuesto de que los estadounidenses considerarían a Pearl Harbor como un acto defensivo, forzado por "Roosevelt y su camarilla".

## Paz
Cuando se hizo la oferta de rendición, Kōichi Kido le mostró al Emperador que los panfletos estadounidenses informaban de la oferta y afirmaba que los soldados no informados podrían comenzar un levantamiento si esto caía en sus manos. El Gabinete estuvo de acuerdo en que la proclamación debía provenir del propio emperador, aunque en concesión a su cargo se decidió hacer una grabación en lugar de una transmisión en vivo. El Incidente de Kyūjō, al intentar evitar la transmisión, falló.